# Британско-оманские отношения
Британско-оманские отношения — двусторонние дипломатические отношения между Великобританией и Оманом.

## История
В 1798 году был заключен первый договор о дружбе между султаном Маската и правительством Британской Индии. Британские интересы в Омане основывались на озабоченности правительства защитой Индии, сохранения безопасных торговых путей и сдерживания других европейских держав в Индийском океане. После открытия потенциала использования нефти в качестве топлива, а затем перевода кораблей британского военно-морского флота с угля на мазут в 1911 году, безопасность танкерных перевозок через Ормузский пролив приобретала для этой страны всё большее значение.
С 1932 по 1977 год Королевские военно-воздушные силы Великобритании располагали военной базой на оманском острове Масира. В 1960-х и 1970-х годах британцы в значительной степени способствовали наращиванию военного потенциала и модернизации вооружённых сил Омана в ходе восстания в Дофаре. Без британской военной помощи Оман вероятнее всего не смог бы подавить повстанцев даже с поддержкой Ирана и Иордании. Британско-оманские отношения продолжили развиваться и после подавления восстания. В 1970 году после того, как к власти в Омане пришел Кабус бен Саид только два иностранных государства имели дипломатическое представительство в этой стране: Великобритания и Индия. Специальные договорные отношения c Оманом позволили Великобритании принять активное участие в гражданских и военных делах этой страны. В середине 1980-х годов начальником генерального штаба и командующие военно-воздушными силами и флотом Омана были британскими офицерами.
В настоящее время отношения между Великобританией и Оманом являются сильными и стратегическими. Великобритания имеет посольство в Маскате, а Оман содержит посольство в Лондоне. Страны поддерживают тесные военные связи: осенью 2001 года Великобритания и Оман провели совместные военные учения «Swift Sword II», которые стали самым крупным развертыванием британских войск со времен Суэцкого кризиса. В апреле 2010 года правительство Омана заявило, что хочет приобрести у Великобритании истребители Eurofighter Typhoon. В декабре 2012 года британская оборонная компания BAE Systems и Оман подписали соглашение на сумму 2,5 млрд. фунтов стерлингов по поставке 12 истребителей Eurofighter Typhoon вместе с 8 учебными самолетами Hawker Siddeley Hawk. Оман является единственным иностранным эксплуатантом основного боевого танка британского производства Челленджер 2.
В ноябре 2010 года королева Великобритании Елизавета II осуществила государственный визит в Оман, для принятия участия в праздничных мероприятиях, посвященных 40-й годовщине правления султана Кабуса бен Саида. Визит Елизаветы II в Маскат стал первым с 1979 года.

## Торговля
В 2014 году экспорт Великобритании в Оман составил сумму 551 млн фунтов стерлингов, а прямые британские инвестиции составили сумму более 3 млрд фунтов стерлингов, что делает Великобританию крупнейшим инвестором в экономику этой страны. В 2017 году объем товарооборота между странами составил сумму 1 млрд фунтов стерлингов.